# 程尹起
程尹起（?—?），福建莆田人，是一名清朝政治人物。興化府學歲貢，副榜出身。
程尹起曾于1710年接替许云任嘉定县知县一职，1712年由袁宏益接任。